# Aneflomorpha werneri
Aneflomorpha werneri är en skalbaggsart som beskrevs av Chemsak 1962. Aneflomorpha werneri ingår i släktet Aneflomorpha och familjen långhorningar. Inga underarter finns listade i Catalogue of Life.